# Доріс Цао
Доріс Цао (англ. Doris Ying Tsao; нар. 1975, Чанчжоу, КНР) — американська науковиця в галузі нейронаук, фахівчиня в галузі системної психофізіології, що займається зором приматів. Професорка Каліфорнійського технологічного інституту та (від 2015 року) дослідниця Медичного інституту Говарда Г'юза, членкиня НАН США (2020).

## Життєпис
Народилася в сім'ї Томаса Цао (Thomas Tsao), а коли їй було чотири роки, вони переїхали до США. Виросла там у Колледж-Парку (Меріленд). Згадувала, що в старших класах школи звикла до читання біографій учених та композиторів.
Закінчила Каліфорнійський технологічний інститут (бакалавр наук, 1996), вивчала біологію та математику. 2002 року в Гарвардському університеті здобула ступінь доктора філософії з нейронаук — під керівництвом нейробіолога Маргарет Лівінгстон, від 2002 до 2003 року постдок в її з Девідом Г'юбелом лабораторії, нобелівського лауреата, до учнів якого себе відносить. Від 2004 до 2008 року очолювала незалежну дослідницьку групу в німецькому Бременському університеті, одночасно в ті ж роки запрошений науковець Гарвардської медичної школи. Потім 2008 року повернулася до Каліфорнійського технологічного інституту як асистент-професор, від 2014 року його повний професор біології, від 2016 року також директор університетського T&C Chen Center for Systems Neuroscience. Була асоційованим редактором Journal of Neuroscience.
Захоплюється грою на скрипці.

## Нагороди та відзнаки
- National Merit Scholar[en] (1993)
- Премія Софії Ковалевської фонду Александра фон Гумбольдта (2004)
- Премія Eppendorf & Science з нейробіології (2006)
- Technology Review TR35[en] (2007)
- Стипендія Слоуна (2009)
- NARSAD[en] Young Investigator (2009)
- John Merck Scholar (2009)
- Searle Scholar Award[en] (2009)
- NSF CAREER Award[en] (2009)
- DARPA Young Faculty Award (2009)
- Presidential Early Career Award for Scientists and Engineers[en] (2009)
- Mcknight Technological Innovations in Neuroscience Award (2012)
- NIH Director's Pioneer Award[en] (2012)
- Golden Brain Award[en], Minerva Foundation (2014)
- W. Alden Spencer Award[en] (2016)
- Perl-UNC Prize[en] (2017)[5]
- Стипендія Мак-Артура (2018)[4]